# Gloria Reuben

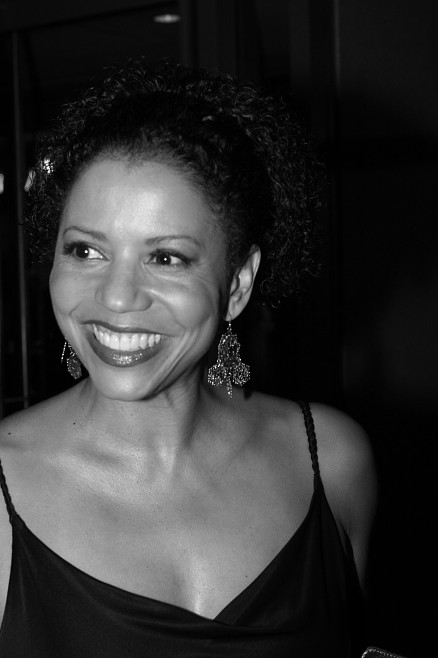
Gloria Reuben anlässlich der 35. Emmy Awards Gala im New York Hilton (19. November 2007)

Gloria Elizabeth Reuben (* 9. Juni 1964 in Toronto, Ontario) ist eine kanadische Schauspielerin.

## Leben
Gloria Reuben ist das jüngste von sechs Geschwistern. Die Tochter einer jamaikanischen Gospelsängerin und eines Architekten wurde von ihrer Mutter und ihrem älteren Bruder Denis Simpson, einem Broadway-Schauspieler, dazu inspiriert, Klavierspielen zu lernen und später Musiktheorie, Ballett und Jazz am Canadian Royal Conservatory in Toronto zu studieren.
1996 bezeichnete die US-amerikanische Wochenzeitschrift People Gloria Reuben als eine der 50 Most Beautiful People. Von 1999 bis 2003 war sie mit dem Musikproduzenten Wayne Isaak verheiratet.

## Film, Fernsehen und Musik
Nach ihrem Schulabschluss zog Gloria Reuben nach Los Angeles und begann, als Schauspielerin und Model zu arbeiten. Ihren ersten Auftritt im Fernsehen hatte sie 1985 mit der Kindersendung Polka Dot Door. Ihre ersten großen Kinorollen spielte sie 1994 an der Seite von Jean-Claude Van Damme in Timecop und ein Jahr später in Gegen die Zeit mit Johnny Depp und Christopher Walken.
Weltweit bekannt wurde sie durch die Rolle der Jeanie Boulet in der Erfolgsserie Emergency Room, die sie von 1995 bis 1999 spielte – für ihre darstellerische Leistung wurde Reuben unter anderem für zwei Emmys (Nebendarstellerin in einer Dramaserie) und für den Golden Globe Awards (Beste Nebendarstellerin) nominiert und gewann fünf weitere Auszeichnungen. Auch in den Fernsehserien The Agency – Im Fadenkreuz der C.I.A. und Missing – Verzweifelt gesucht gehörte sie jeweils ein Jahr lang zur Stammbesetzung. Gloria Reuben war zudem für den Soundtrack einiger Folgen von Missing verantwortlich, komponierte die Titelmelodie und sammelte erste Erfahrungen als Produzentin.
Neben der Schauspielerei betätigt sich Gloria Reuben als Musikerin. 2000 ging sie als Backgroundsängerin mit Tina Turner auf Tournee und trat in dem Video zu deren Song When The Heartache Is Over auf. Zudem singt sie häufig bei großen Sportveranstaltungen die Kanadische Nationalhymne und hat 2004 ihre Audio-CD just for you veröffentlicht.
Im Frühling 2006 mimte sie im New Yorker The Public Theater die US-Außenministerin Condoleezza Rice in der Theaterproduktion Stuff Happens von David Hare.
Zu ihren Arbeiten als Filmproduzentin zählen die Spielfilme Padre Nuestro und Positive Voices: Women and HIV (beide 2007) sowie Ice Grill (Postproduktion, 2009). Seit 1. September 2008 wird auf dem US-amerikanischen Turner Network Television (TNT) Kabelnetzwerk die erste Staffel der Dramaserie Raising the Bar ausgestrahlt, in dem Reuben die Strafverteidigerin Rosalind „Roz“ Whitman verkörpert.
Im Jahr 2013 war Reuben als Marina Perlata in der Military-Science-Fiction-Serie Falling Skies zu sehen.

## Wohltätigkeitsarbeit
Gloria Reuben unterstützt die Waterkeeper Alliance und engagiert sich insbesondere für verschiedene HIV/AIDS-Projekte, wie die Elizabeth Glaser Pediatric AIDS Foundation, Planned Parenthood und Artists for a new South Africa (ANSA).

## Filmografie (Auswahl)
- 1987: CBS Schoolbreak Special (Fernsehserie, 1 Folge)
- 1987: Alfred Hitchcock zeigt (Alfred Hitchcock Presents, Fernsehserie, 1 Folge)
- 1988: 21 Jump Street – Tatort Klassenzimmer (21 Jump Street, Fernsehserie, Folge 3x02 Slippin’ Into Darkness)
- 1989: Second Hand Family (Immediate Family)
- 1990: Voodoo Blood (Voodoo Dawn)
- 1990–1991: Flash – Der Rote Blitz (The Flash, Fernsehserie, 5 Folgen)
- 1991: The Young Riders (Fernsehserie, 1 Folge)
- 1992: Wilde Orchidee II (Wild Orchid II: Two Shades of Blue)
- 1992: The New WKRP in Cincinnati (Fernsehserie, 1 Folge)
- 1992: The Round Table (Fernsehserie, 1 Folge)
- 1992: The Heights – Rockin’ Friends (The Heights, Fernsehserie, 1 Folge)
- 1993: Shadowhunter
- 1993: Percy & Thunder – Der Preis des Siegens (Percy & Thunder, Fernsehfilm)
- 1993: Palm Beach-Duo (Silk Stalkings, Fernsehserie, 2 Folgen)
- 1993: The Waiter (Kurzfilm)
- 1994: Confessions: Two Faces of Evil (Fernsehfilm)
- 1994: Timecop
- 1994: McKenna (Fernsehserie, 1 Folge)
- 1994: Deadphone (Fernsehfilm)
- 1995: Homicide (Fernsehserie, 3 Folgen)
- 1995: Johnny’s Girl (Fernsehfilm)
- 1995: Gegen die Zeit (Nick of Time)
- 1995: Homicide (Homicide: Life on the Street, Fernsehserie, 3 Folgen)
- 1995–2008: Emergency Room – Die Notaufnahme (ER, Fernsehserie, 103 Folgen)
- 1998: Den Kopf in der Schlinge (Indiscreet, Fernsehfilm)
- 1999: Deep in My Heart (Fernsehfilm)
- 1999: Macbeth in Manhattan
- 1999: Sara (Fernsehfilm)
- 1999: David und Lola
- 2000: Nowhere Man
- 2000: Shaft – Noch Fragen? (Shaft)
- 2000: Survivor – Die Überlebende (Sole Survivor, Fernsehfilm)
- 2000: Bad Faith
- 2000: Jagd auf einen Namenlosen (Pilgrim)
- 2001: The Feast of All Saints (Fernsehfilm)
- 2001–2002: The Agency – Im Fadenkreuz der C.I.A. (The Agency, Fernsehserie, 23 Folgen)
- 2002: The District – Einsatz in Washington (The District, Fernsehserie, 1 Folge)
- 2002: Little John (Fernsehfilm)
- 2002: Happy Here an Now
- 2002: Salem Witch Trials (Fernsehfilm)
- 2002–2011: Law & Order: New York (Law & Order: Special Victims Unit, Fernsehserie, 4 Folgen)
- 2003–2004: Missing – Verzweifelt gesucht (1–800–Missing, Fernsehserie, 18 Folgen)
- 2005: Numbers – Die Logik des Verbrechens (Numb3rs, Fernsehserie, Folge 1x12 Noisy Edge)
- 2006: The Sentinel – Wem kannst du trauen? (The Sentinel)
- 2006: Kettle of Fish
- 2007: Life Support (Fernsehfilm)
- 2007: Padre Nuestro – Vater unser (Padre Nuestro)
- 2007: Positive Voices: Women and HIV (Fernsehfilm)
- 2007: Life Support (Fernsehfilm)
- 2008: The Understudy
- 2008–2009: Raising the Bar (Fernsehserie, 25 Folgen)
- 2010: Drop Dead Diva (Fernsehserie, 1 Folge)
- 2011: Jesse Stone: Verlorene Unschuld (Jesse Stone: Innocents Lost)
- 2012: Jesse Stone: Im Zweifel für den Angeklagten (Jesse Stone: Benefit of the Doubt)
- 2012: Lincoln
- 2013: Falling Skies (Fernsehserie, 9 Folgen)
- 2013: Betty und Coretta (Fernsehfilm)
- 2013: Zugelassen – Gib der Liebe eine Chance (Admission)
- 2013: Untitled Bounty Hunter Project (Fernsehfilm)
- 2014: Happy Face Killer (Fernsehfilm)
- 2014: Reasonable Doubt
- 2015: The Music in Me (Fernsehfilm)
- 2015: Jesse Stone: Lost in Paradise
- 2015: Kein Ort ohne Dich (The Longest Ride)
- 2015: Anesthesia
- 2015, 2017: The Blacklist (Fernsehserie, 2 Folgen)
- 2015–2019: Mr. Robot (Fernsehserie, 16 Folgen)
- 2016: Jean of the Joneses
- 2016–2017: Saints & Sinners (Fernsehserie, 14 Folgen)
- 2017: The Breaks (Fernsehserie, 4 Folgen)
- 2017: The Librarians (Fernsehserie, Folge 4x04 And the Silver Screen)
- 2017: Who We Are Now
- 2018: Every Day is Christmas (Fernsehfilm)
- 2018: Blindspot (Fernsehserie, 6 Folgen)
- 2018–2019: Marvel’s Cloak & Dagger (Fernsehserie, 17 Folgen)
- 2019–2022: City on a Hill (Fernsehserie, 10 Folgen)
- 2019: The Jesus Rolls
- 2021: Blue Bloods – Crime Scene New York (Blue Bloods, Fernsehserie, 2 Folgen)
- 2022: A Second Chance at Love (Fernsehfilm)
- 2022: Firestarter
- seit 2022: The Equalizer – Schutzengel in New York (Fernsehserie)
- 2023: Navy CIS: Hawaiʻi (Fernsehserie, Folge 2x19 Cabin Fever)
- 2024: My Dead Friend Zoe
- seit 2024: Elsbeth (Fernsehserie)
- 2025: Die perfekte Schwester (Fernsehserie, 8 Folgen)